# Catedral de Cristo Rey (Aba)
La Catedral de Cristo Rey (en inglés: Christ the King Cathedral) es un edificio religioso de la Iglesia Católica que sirve como la catedral de Aba, ciudad con más de 500.000 habitantes en el estado de Abia en el país africano de Nigeria.  La iglesia es la sede del obispado de la diócesis de Aba en Nigeria. 
La primera pequeña iglesia de Cristo Rey en Aba fue construida por Eugene Groetz en 1929. Antes de su muerte en 1948, sin embargo, Groetz reconoció la necesidad de construir una iglesia más grande y para ello envió a Italia a estudiar a Akpo Jacob las Iglesias Europeas. 
En 1963 fue completada la nave central, y en los años sucesivos siguieron diversos trabajos. En 1993 se añadió un baptisterio hexagonal en la nave hacia el este, se expandió la sacristía en 2002, y se mejoró el exterior con jardines, árboles y estatuas de San Pedro y San Pablo en el oeste y de Santa Ana al este. En diciembre de 2004, la catedral fue dedicada a Cristo Rey.